# Trifolium africanum
Trifolium africanum är en ärtväxtart som beskrevs av Nicolas Charles Seringe. Trifolium africanum ingår i släktet klövrar, och familjen ärtväxter. IUCN kategoriserar arten globalt som livskraftig. Inga underarter finns listade i Catalogue of Life.